# Caroline Aaron
Caroline Aaron (Richmond (Virginia), 7 augustus 1952), geboren als Caroline Abady, is een Amerikaans televisie- en theateractrice en filmproducente.

## Biografie
Aaron is een dochter van Joodse ouders, haar moeder was een burgerrechten activiste in het zuiden van Amerika. Aaron heeft toneel gestudeerd aan de American University in Washington D.C.. Hierna heeft zij drama gestudeerd aan de HB Studio in Greenwich Village.
Aaron begon in 1982 met acteren in de film Come Back to the Five and Dime, Jimmy Dean, Jimmy Dean. Hierna heeft zij nog meer dan 140 rollen gespeeld in films en televisieseries zoals Heartburn (1986), Working Girl (1988), Edward Scissorhands (1990), Sleepless in Seattle (1993), Deconstructing Harry (1997), Anywhere But Here (1999), Joe Dirt (2001), The Secret Life of Zoey (2002), Along Came Polly (2004), Just Like Heaven (2005), Surveillance (2008) en The Young and the Restless (2010).
Aaron is ook actief als filmproducente, in 2001 heeft zij de film All Over the Guy geproduceerd.
Aaron is in 1981 getrouwd en heeft twee kinderen.

## Filmografie

### Films
Selectie:
- 2015 Hello, My Name Is Doris - als Val
- 2014 Planes: Fire & Rescue - als diverse stemmen
- 2014 22 Jump Street - als Annie Schmidt
- 2012 21 Jump Street - als Annie Schmidt
- 2008 Surveillance – als Janet
- 2007 Nancy Drew – als Barbara Barbara
- 2005 Just Like Heaven – als Grace
- 2004 Cellular – als Marilyn Mooney
- 2004 Along Came Polly – als huwelijksplanner
- 2002 The Secret Life of Zoey – als Mimi
- 2001 Joe Dirt – als moeder van Joe
- 2000 Lucky Numbers – als verpleegster Sharpling
- 2000 What Planet Are You From? – als Nadine Jones
- 1999 Anywhere But Here – als Gail Letterfine
- 1998 Primary Colors – als Lucille Kaufman
- 1997 Deconstructing Harry – als Doris
- 1994 Mixed Nuts – als Beller naar Hotline (stem)
- 1993 Sleepless in Seattle – als dr. Marcia Fieldstone
- 1992 Husbands and Wives – als gaste op dinerfeest
- 1990 Edward Scissorhands – als Marge
- 1989 Crimes and Misdemeanors – als Barbara
- 1988 Working Girl – als secretaresse van Petty Marsh
- 1986 Heartburn – als Judith
- 1985 O.C. and Stiggs – als Janine
- 1984 The Brother from Another Planet – als Randy Sue Carter
- 1982 Come Back to the Five and Dime, Jimmy Dean, Jimmy Dean – als Martha

### Televisieseries
Uitgezonderd eenmalige gastrollen.
- 2021-2025 Ghosts - als Carol - 8 afl.
- 2017-2023 The Marvelous Mrs. Maisel - als Shirley Maisel - 29 afl.
- 2022 Listening In - als mrs. Greenberg - 5 afl.
- 2017-2019 Madam Secretary - als Edie Moran - 2 afl.
- 2014–2017 Episodes - als Linda - 3 afl.
- 2014–2015 Transparent - als Judy - 3 afl.
- 2014 Instant Mom - als Beverly Keogh - 2 afl.
- 2011–2013 Franklin & Bash - als rechter Rebecca Bayles - 2 afl.
- 2010 The Young and the Restless – als JoJo – 5 afl.
- 2009 Sex Ed – als moeder van Stormy - ? afl.
- 2002-2004 One on One – als Cheryl Ballard – 2 afl.
- 2002 Curb Your Enthusiasm – als Barbara – 3 afl.
- 2001-2002 7th Heaven – als Sally Palmer – 2 afl.
- 2000 Judging Amy – als Eloise Darline – 2 afl.
- 1998 LateLine – als Amy Freundlich – 3 afl.
- 1995-1997 Wings – als Mary Pat Lee – 2 afl.
- 1995 If Not for You – als Nina – 2 afl.

## TheaterwerkBroadway
- 2011 – 2012 Relatively Speaking – als Judy Spector
- 1991 I Hate Hamlet – als Felicia Dantine
- 1986 – 1987 Social Security – als Barbara Kahn / Trudy Heyman
- 1985 The Iceman Cometh – als Cora

- Bibsys: 2118174
- Bibliothèque nationale de France: cb14054531c (data)
- Gemeinsame Normdatei: 114225176
- International Standard Name Identifier: 0000 0001 1782 2367
- Library of Congress Control Number: no99082348
- Nationale Bibliotheek van Tsjechië: xx0156800
- Nationale Bibliotheek van Israël: 987007456375405171
- Nationale Bibliotheek van Polen: a0000002937989
- Nederlandse Thesaurus van Auteursnamen: 087499886
- SNAC: w6rn3xdw
- Système universitaire de documentation: 077914295
- Virtual International Authority File: 161190175
- WorldCat: E39PBJbWx7Phtf6g8tKwKtQpfq